# Fulmentum ancilla
Fulmentum ancilla is een slakkensoort uit de familie van de Pseudolividae. De wetenschappelijke naam van de soort is voor het eerst geldig gepubliceerd in 1860 door Hanley.